# Пояс Аполлона

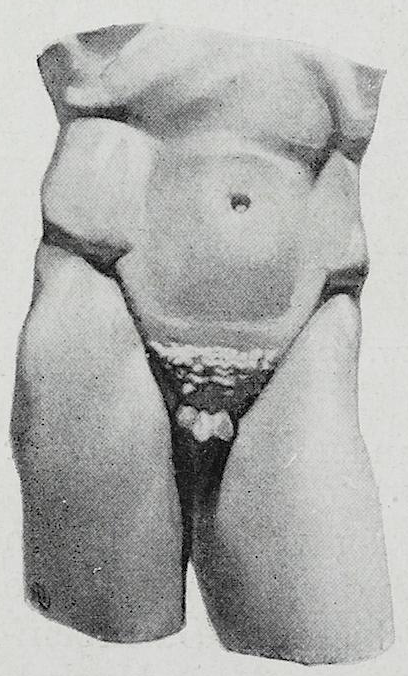

По́яс Аполло́на, также известный как подвздошная борозда — термин, используемый для описания части человеческой анатомии. Подобным образом описывается зона брюшного пресса, ограниченная небольшими бороздами, идущими от гребня подвздошной (бедренной) кости к лобку.
Термин iliac furrow («подвздошная борозда»), однако, ни разу не был проиндексирован в PubMed'е. Хотя данный термин больше и не используется в стандартной международной анатомической классификации, раньше это был вполне формальный анатомический термин. В современном использовании чаще обсуждают поверхностную анатомию с точки зрения близких структур, таких как паховая связка или гребень подвздошной кости.
Термин «подвздошная борозда» по-прежнему часто встречается при чтении книг об искусствоведении, а термин «пояс Аполлона» часто используется культуристами и их поклонниками. Выражение «пояс Адониса» встречается, хотя и реже, из чувства к Адонису, как любому красивому молодому человеку (см. Миф об Адонисе).